# D'arcy Wretzky
D'arcy Elizabeth Wretzky-Brown (South Haven, 1 de maio de 1968) é uma baixista americana, conhecida por ter feito parte da formação original da banda de rock alternativo The Smashing Pumpkins, de 1988 a 1999. Durante sua carreira, ela tocou quase que exclusivamente num baixo Fender Jazz, e, ocasionalmente, num Fender Precision.

## Início de vida
Wretzky foi nascida e criada em South Haven, Michigan. Sua mãe, uma cantora, encorajou D'arcy e suas irmãs a trabalharem com música. Ao crescer, ela tocava violino. Ela mais tarde se referiria ao seu pai como "um homem muito estranho".
D'arcy estudou em L.C. Mohr High School em South Haven, onde iniciou seu interesse por pós-punk e começou a tocar em diversas bandas. Após se formar, mudou-se para a França para se juntar a uma banda, e ao chegar lá, descobriu que a mesma havia se separado, então ela voltou para os Estados Unidos e mudou-se para Chicago.

## The Smashing Pumpkins
Após um show local, Wretzky ouviu Billy Corgan criticando a banda que havia se apresentado. Os dois começaram a discutir, com ela chamando Corgan de "um babaca pretensioso". Ele então a chamou para entrar em sua banda, The Smashing Pumpkins, que na época contava com James Iha. Ela aceitou o convite e meses depois, Jimmy Chamberlin completou a banda.
Wretzky levou os créditos por ter tocado baixo nos cinco primeiros álbuns da banda: Gish (1991), Siamese Dream (1993), Mellon Collie and the Infinite Sadness (1995), Adore (1998) e Machina/The Machines of God (2000). Durante a carreira do Smashing Pumpkins, Wretzky contribuiu nos vocais em "Daydream", a grande maioria das faixas do Siamese Dream, "1979"; "Cupid de Locke"; "Farewell and Goodnight"; "Beautiful";  "Where Boys Fear To Tread"; "Dreaming" e "The Bells". Ela também compôs "Daughter" em 1989, junto a Billy Corgan. Em 1996, produziu o álbum The Aeroplane Flies High.
Billy Corgan a descreveu como "a autoridade moral da banda". Em 1999, ela foi substituída por Melissa Auf der Maur, ex-baixista do Hole e desapareceu da mídia. Ela não se juntou a reunião do Smashing Pumpkins em 2006. Em 2012, Corgan afirmou que a convidou e que o seu convite foi negado, mas que não tinha problemas com a mesma, e que sentia muito por seus problemas pessoais. Em 2016, Corgan afirmou que os dois havia feito as pazes e que voltaram a se falar após dezesseis anos, dizendo, "é ótimo ter minha amiga de volta".

## Outros trabalhos
Wretzky juntou-se a banda Catherine em 1996 como a segunda vocalista do último álbum da banda, "Hot Saki and Bedtime Stories", e apareceu no clipe da música "Four Leaf Clover".
Em 1999, ela gravou vocais em duas músicas do Filter: "Cancer" e "Take a Picture".
A série de jogos eletrônicos Guitar Hero criou a personagem Pandora, adepta da música gótica, que foi inspirada em vários roqueiros. D'Arcy Wretzky foi um deles.

## Vida pessoal
Entre 1993 e 1999, foi casada com Kerry Brown, produtor musical e baterista da banda Catherine.
Wretzky foi presa duas vezes: em 2000, por posse de crack e cocaína, e em 2011, por dirigir bêbada.
Ela afirmou anteriormente não estar saudável o suficiente para retornar à música, no entanto, em 2016, confirmou que voltou a tocar baixo.
Em maio de 2016, Richard Patrick, vocalista da banda Filter, afirmou que os dois namoraram em 1999, e que a canção "Miss Blue" foi escrita sobre ela.

## Discografia
- Gish (1991)
- Siamese Dream (1993)
- Pisces Iscariot (1994)
- Mellon Collie and the Infinite Sadness (1995)
- The Aeroplane Flies High (1996)
- Adore (1998)
- Machina/The Machines of God (2000)